# Димитър Ангелов (свещеник)
Вижте пояснителната страница за други личности с името Димитър Ангелов.
Димитър Ангелов, известен като Хаджи поп Димитър или Черешничкият поп, е български свещеник, общественик и участник в църковно-националните борби на българите в Източна Македония.

## Биография
Димитър Ангелов е роден около 1830 година в село Черешница, Демирхисарско. Учи в гръцкото училище в Мелник. От 1861 година е свещеник в родното си село. При повдигането на църковния въпрос се отказва от Цариградската патриаршия и въвежда църковнославянско богослужение в местната църква. През 1870 година обикаля селата в Мелнишко и събира на подписи за присъединяването им към Българската екзархия. Като представител на българите от Мелнишка епархия (Демирхисарската епископия) посещава Цариград. От 1871 година той е председател на Мелнишката българската община. През същата година довежда в Черешница за учител Атанас Поппетров, който разкрива първото българско училище в селото. Свързва се със Стефан Салгънджиев в Сяр за да снабди църквата и училището с книги на български език. Подпомага Стефан Веркович в събирането на български фолклорни материали. За дейността си многократно е арестуван от османските власти. Към края на 1876 година по донос от патриаршисткото духовенство, заедно с други дейци за църковна независимост от Мелнишка епархия е хвърлен за три месеца в затвора в Сяр.
По време на Кресненско-Разложкото въстание от 1878 – 1879 година осигурява храна на въстаниците. След въстанието село Черешница е опожарено и Ангелов се установява в Мелник. През 1881 година той подарява сграда за мелнишкото българско училище, разположена до църквата „Света Варвара“.
През 1893 година Атанас Шопов, пише за него:
| „ | ...той е известен по тия места; богат е; зданието на българското училище в Мелник от него е подарено. | “ |

По-късно Ангелов се завръща в родното си село, където почива през 1897 година.